# Stagmomantis
Stagmomantis — рід богомолів з родини богомолові. Середнього та великого розміру богомоли, самці крилаті, крила самиць укорочені. Поширені в США, Мексиці та країнах Центральної Америки.

## Опис
Середнього та великого розміру богомоли. Довжина тіла складає від 3,55 до 7,4 см. Добре виражений статевий диморфізм: самці тендітні, з довгим тілом; самки значно більш кремезні. Голова трикутна, ширша з довжину. Фасеткові очі дещо виступають, округлі. Прості вічка самок дрібні, у самців великі. Антени самців досягають основи передньоспинки, у самок короткі.
Передньоспинка довга, значно довша за передні тазики. Краї зазвичай гладенькі в самців, у самок іноді з зубцями. Стегна передніх ніг з 4 дискоїдальними та 4 постеровентральними шипами. Передні гомілки з 8-11 постеровентральними шипами та 11-17 антеровентральними. Дві задні пари ніг довгі, задні стегна без шипів. Основний членик лапки такої ж довжини чи довший за всі інші сегменти разом узяті.
Надкрила самців вузькі, паралельні, закруглені на кінці, зазвичай довші за кінець черевця. Стигма часто чітка, іноді відсутня. Задні крила довгі, прозорі або димчасті, з радіальними рядами плям. У самок надкрила коротші за черевце, непрозорі, овальні. Птеростігма добре виражена, часто забарвлена, закруглена чи видовжена.

## Різноманіття
Рід об'єднує понад 20 видів. Типовий вид роду — Stagmomantis carolina. Кріс Андерсон у 2020 році запропонував розділити рід на такі підроди:
- Stagmomantis (Auromantis) Giglio-Tos, 1917
  - Stagmomantis (Auromantis) limbata (Hahn, 1835)
  - Stagmomantis (Auromantis) montana Saussure & Zehntner, 1894
    - Stagmomantis (Auromantis) montana sinaloae Rehn, 1935
- Stagmomantis (Longicorpus) Anderson, 2020
  - Stagmomantis (Longicorpus) floridensis Davis, 1919
- Stagmomantis (Nigralora) Anderson, 2020
  - Stagmomantis (Nigralora) colorata Hebard, 1922
  - Stagmomantis (Nigralora) wheelerii (Thomas, 1875) = Stagmomantis (Nigralora) californica Rehn & Hebard, 1909
- Stagmomantis (Oromantis) Giglio-Tos, 1917
  - Stagmomantis (Oromantis) nahua Saussure, 1869
  - Stagmomantis (Oromantis) vicina Saussure, 1870
- Stagmomantis (Parviletum) Anderson, 2020
  - Stagmomantis (Parviletum) fraterna Saussure & Zehntner, 1894
- Stagmomantis (Stagmomantis) Saussure, 1869
  - Stagmomantis (Stagmomantis) carolina (Linné, 1763)
  - Stagmomantis (Stagmomantis) coerulans Saussure & Zehntner, 1894
  - Stagmomantis (Stagmomantis) conspurcata (Serville, 1839)
  - Stagmomantis (Stagmomantis) hebardi Rehn, 1935
- Stagmomantis (Stauromantis) Giglio-Tos, 1917
  - Stagmomantis (Stauromantis) theophila Rehn, 1904
- Stagmomantis (Tenuecedes) Anderson, 2020
  - Stagmomantis (Tenuecedes) gracilipes Rehn, 1907
- Stagmomantis (Uromantis) Giglio-Tos, 1917
  - Stagmomantis (Uromantis) centralis (Giglio-Tos, 1917)
  - Stagmomantis (Uromantis) heterogamia Saussure & Zehntner, 1894
  - Stagmomantis (Uromantis) parvidentata Beier, 1931
  - Stagmomantis (Uromantis) venusta Saussure & Zehntner, 1894

## Галерея

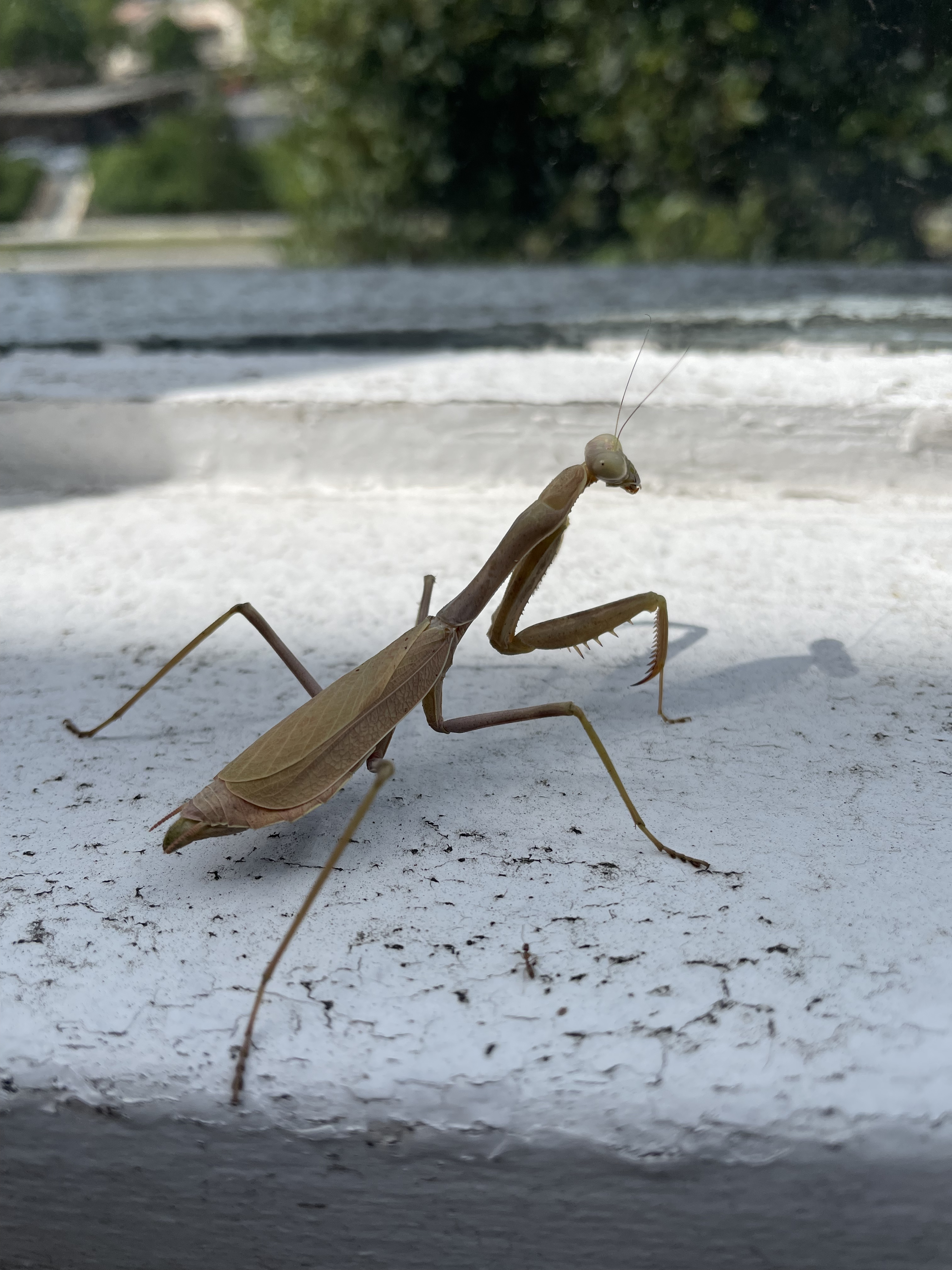
Stagmomantis californica, США
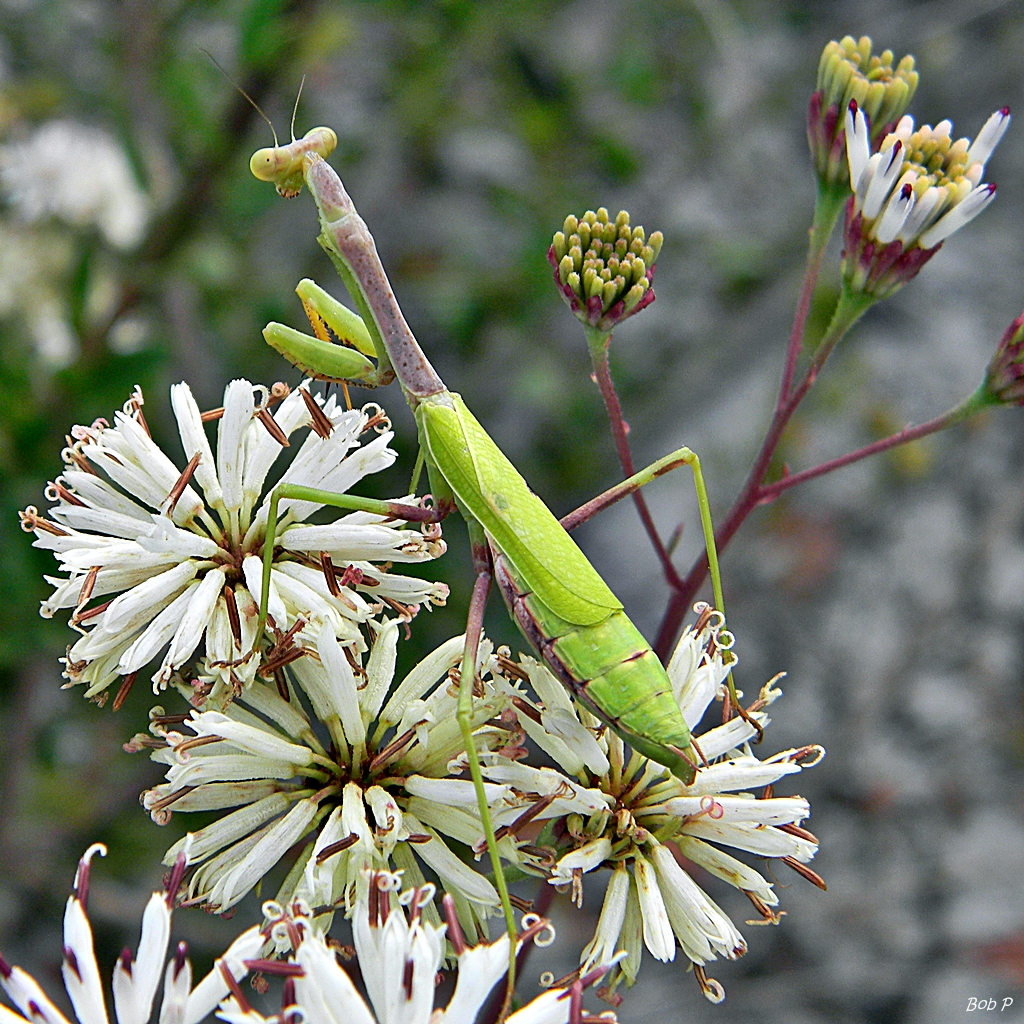
Stagmomantis carolina, США
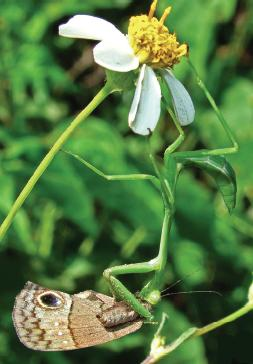
Stagmomantis domingensis, Куба
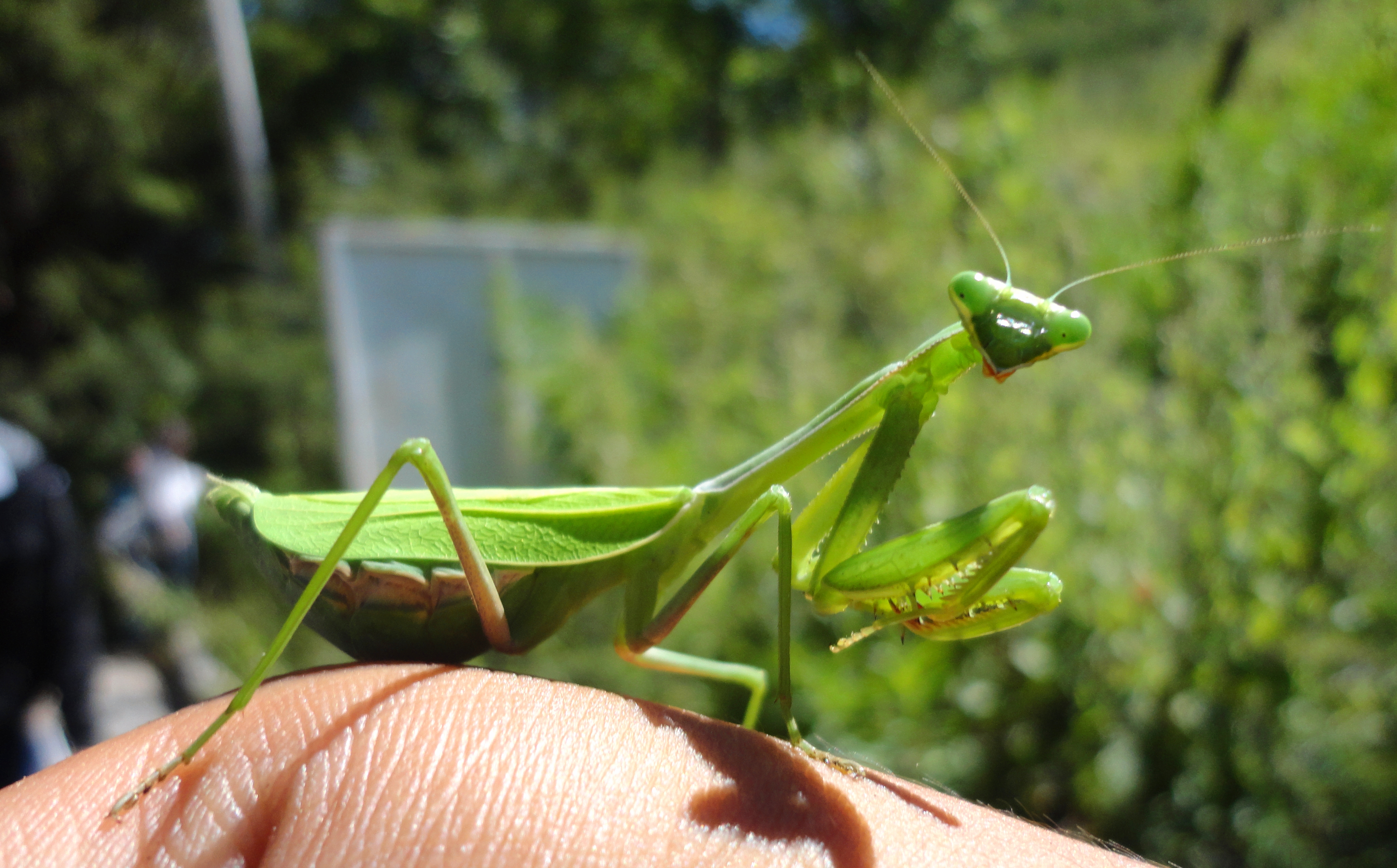
Stagmomantis limbata, Мексика
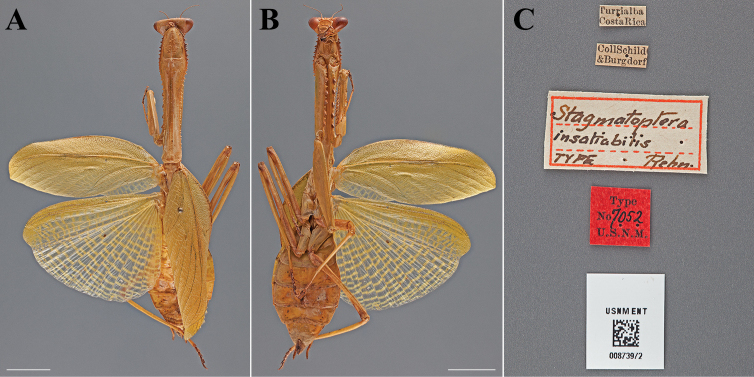
Stagmomantis theophila, Коста-Рика
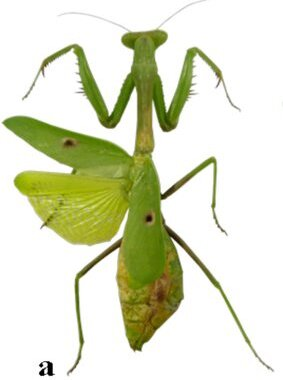
Stagmomantis tolteca, Колумбія